# Зятык, Иван Степанович
Ива́н Степа́нович Зя́тык (укр. Іван Степанович Зятик; 28 декабря 1899, Сянок, Польша — 17 мая 1952, Тайшет, Иркутская область, СССР) — блаженный Римско-Католической и Украинской грекокатолической церквей, священник, мученик.

## Биография
Иван Зятык родился в семье бедных крестьян Степана и Марии Зятык.
С 1911 по 1919 год обучался в санокской гимназии.
В 1919 году поступил в Духовную семинарию, которую закончил 30 июня 1923 года, после чего его рукоположили в священника.
С 1925 по 1935 год исполнял обязанности префекта при Украинской Греко-католической семинарии в Пшемысле. Кроме этого он служил духовником женской гимназии в городе Пшемысль.
15 июля 1935 года вступил в новициат монашеского ордена редемптористов. В 1936 году его направили в монастырь Матери Божией Неустанной Помощи в Ивано-Франковске, в 1937 году его посылают во Львов в монастырь святого Климента, где ему поручили хозяйственные работы. В этом году он начинает преподавать догматическое богословие и Священное Писание в львовской семинарии. Во время немецкой оккупации в 1941—1944 годах исполнял обязанности настоятеля Тернопольского монастыря Успения Пресвятой Богородицы, с 1944—1946 гг. — настоятеля монастыря Матери Божией Неустанной Помощи в Збоисках.
После окончания Второй мировой войны на Украине началось преследование Украинской Греко-католической Церкви. Арестованный советской властью митрополит Украинской Греко-Католической Церкви Иосиф Слипый, чтобы не оставить Церковь без духовного и административного управления, назначил четверых временных викариев для руководства Церковью, среди которых был редемпторист из Бельгии Иосиф де Вохт. Весной 1946 года Иосиф де Вохт был депортирован в Бельгию, но перед своим отъездом он передал свои полномочия временного викария УКГЦ Ивану Зятыку. С этого времени советская власть стала всячески препятствовать Ивану Зятыку исполнять свои пастырские обязанности.
5 января 1950 года Иван Зятык был арестован. Ему выдвинули обвинение в сотрудничестве с антисоветским движением и в шпионаже в пользу Ватикана. С начала 1950 года по конец 1951 года Иван Зятык содержался в тюрьме. 21 ноября 1951 года Иван Зятык был осуждён за содействие участникам антисоветской националистической организации и антисоветскую агитацию (ст. 20-54-1 «а», 54-10 ч.2 УК УССР), ему присудили 10 лет лишения свободы.
17 мая 1952 года Иван Зятык погиб от истязаний в сибирском лагере.
Был похоронен возле города Тайшет, Иркутская область. Однако точное местонахождение могилы до сих пор неизвестно.

## Прославление
По случаю 2000 юбилейного года церковь начала беатификационный процесс О. Ивана Зятыка, а уже 2 марта 2001 года этот процесс завершился на епархиальном уровне и дело передали в Апостольскую столицу. 6 апреля 2001 г. богословская комиссия утвердила достоверность мученичества О. Зятика, 23 апреля факт мученичества подтвердили собрания кардиналов, а 24 апреля 2001 года Святейший Отец Иоанн Павел II подписал декрет о беатификации о. Иоанна Зятика как блаженного мученика за Христову веру. Во время Святой архиерейской Литургии 27 июня 2001 года Иван Зятык был причислен к лику блаженных римским папой Иоанном Павлом II.

## Источник
- Михаил Бубний. Иван Зятик. - Львов: Евросвит, 2009. — 64 с. ISBN 978-966-8364-46-4